# Carl-Ludwig Blumenthal
Carl-Ludwig Blumenthal (20 de dezembro de 1917 - 9 de março de 1989) foi um oficial alemão que serviu durante a Segunda Guerra Mundial. Foi condecorado com a Cruz de Cavaleiro da Cruz de Ferro.

## Condecorações
| Cruz de Ferro 2ª Classe                                   |
| Cruz de Ferro 1ª Classe                                   |
| Cruz de Cavaleiro da Cruz de Ferro 18 de setembro de 1942 |